# La Vilella Alta
La Vilella Alta – gmina w Hiszpanii, w prowincji Tarragona, w Katalonii, o powierzchni 5,25 km². W 2011 roku gmina liczyła 143 mieszkańców.